# Приціл

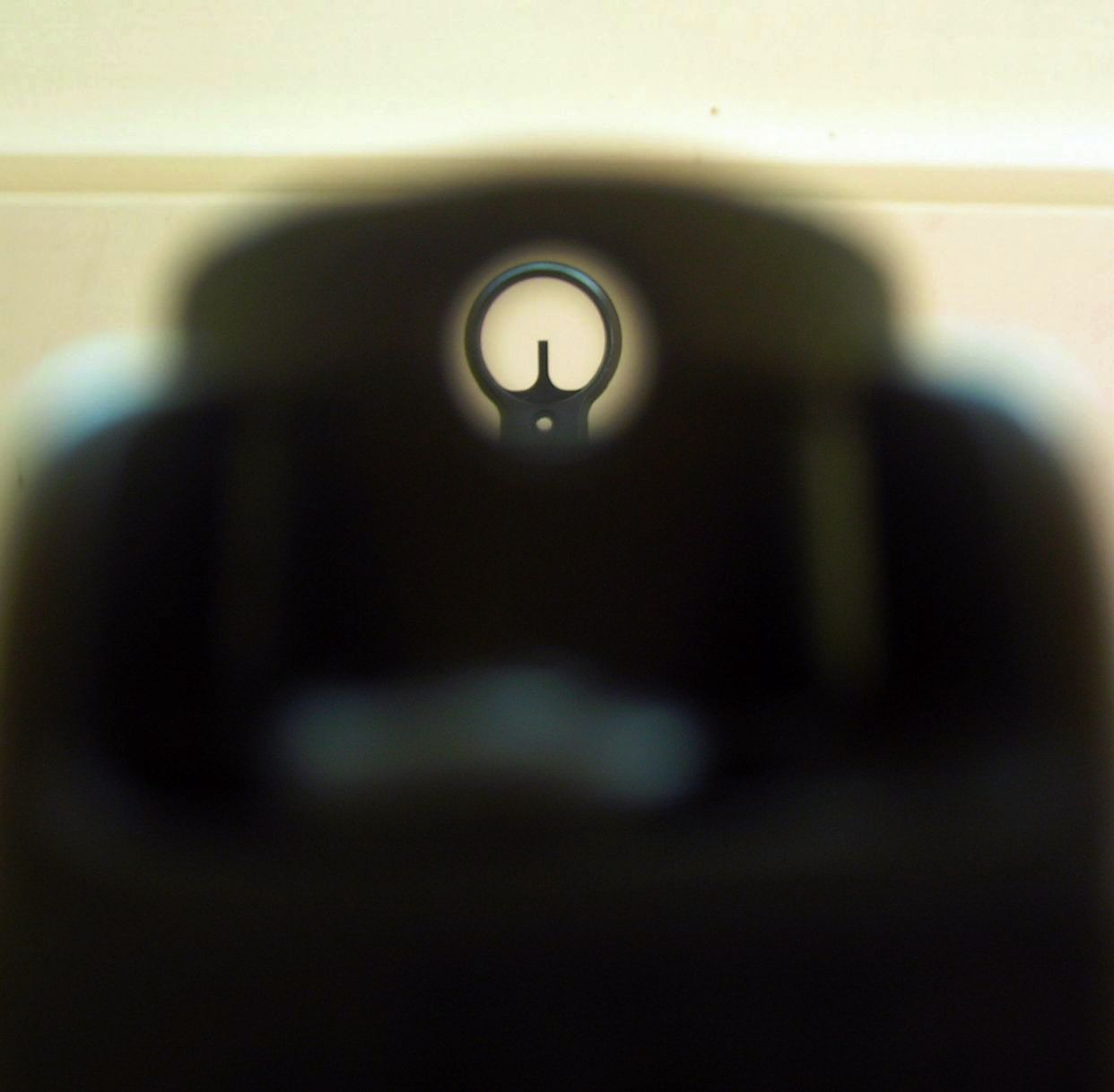
Діоптричний приціл автомата MP5 від Heckler & Koch

Приці́л — приладдя для наведення зброї на ціль, призначені для контролю положення каналу ствола у просторі стосовно точки прицілювання.
Приціл також може бути використаний для спостереження за полем бою та вибору цілі.
Існує два види наведення зброї: пряме та непряме:
- Під час прямого наведення точкою прицілювання є ціль.
- Непряме наведення виконується візуванням по деякій допоміжній точці, положення якої відоме стосовно цілі.

За приналежністю до зброї приціли поділяються на артилерійські (також мінометні та зенітні), авіаційні, стрілецькі, танкові, ракетних комплексів тощо. За принципом дії приціли бувають механічні, оптичні (у тому числі інфрачервоні), телевізійні, лазерні, радіолокаційні. Залежно від потреби в участі людини у процесі прицілювання — на автоматичні, напівавтоматичні та неавтоматичні.

## Прямий постріл
Постріл, після якого траєкторія не підіймається над лінією прицілювання вище за ціль на всій своїй довжині, називається прямим пострілом.
Дальність прямого пострілу залежить від висоти цілі та настильності траєкторії. Чим вища ціль і чим настильніша траєкторія, тим більша дальність прямого пострілу і тим на більшій протяжності місцевості ціль може бути уражена з однією установкою прицілу.
У межах дальності прямого пострілу в напружені моменти бою стрільба може вестись без перестановки прицілу. А точка прицілювання за висотою, зазвичай, вибирається на нижньому краю цілі.